# Garton on the Wolds
Pour les articles homonymes, voir Garton.
Garton on the Wolds est une paroisse civile et un village du Yorkshire de l'Est, en Angleterre.